# Sinobatis filicauda
Sinobatis filicauda és una espècie de peix de la família dels raids i de l'ordre dels raïformes.

## Morfologia
- Els mascles poden assolir 55 cm de longitud total.[4]

## Hàbitat
És un peix marí, de clima tropical (17°S-25°S, 149°E-156°E) i demersal que viu entre 606-880 m de fondària.

## Distribució geogràfica
Es troba a l'oceà Pacífic occidental: Austràlia.

## Observacions
És inofensiu per als humans.